# La Chapelle-sur-Aveyron

La Chapelle-sur-Aveyron este o comună în departamentul Loiret din centrul Franței. În 1 ianuarie 2022 avea o populație de 623 de locuitori.